# St. Clemens (Holte-Lastrup)

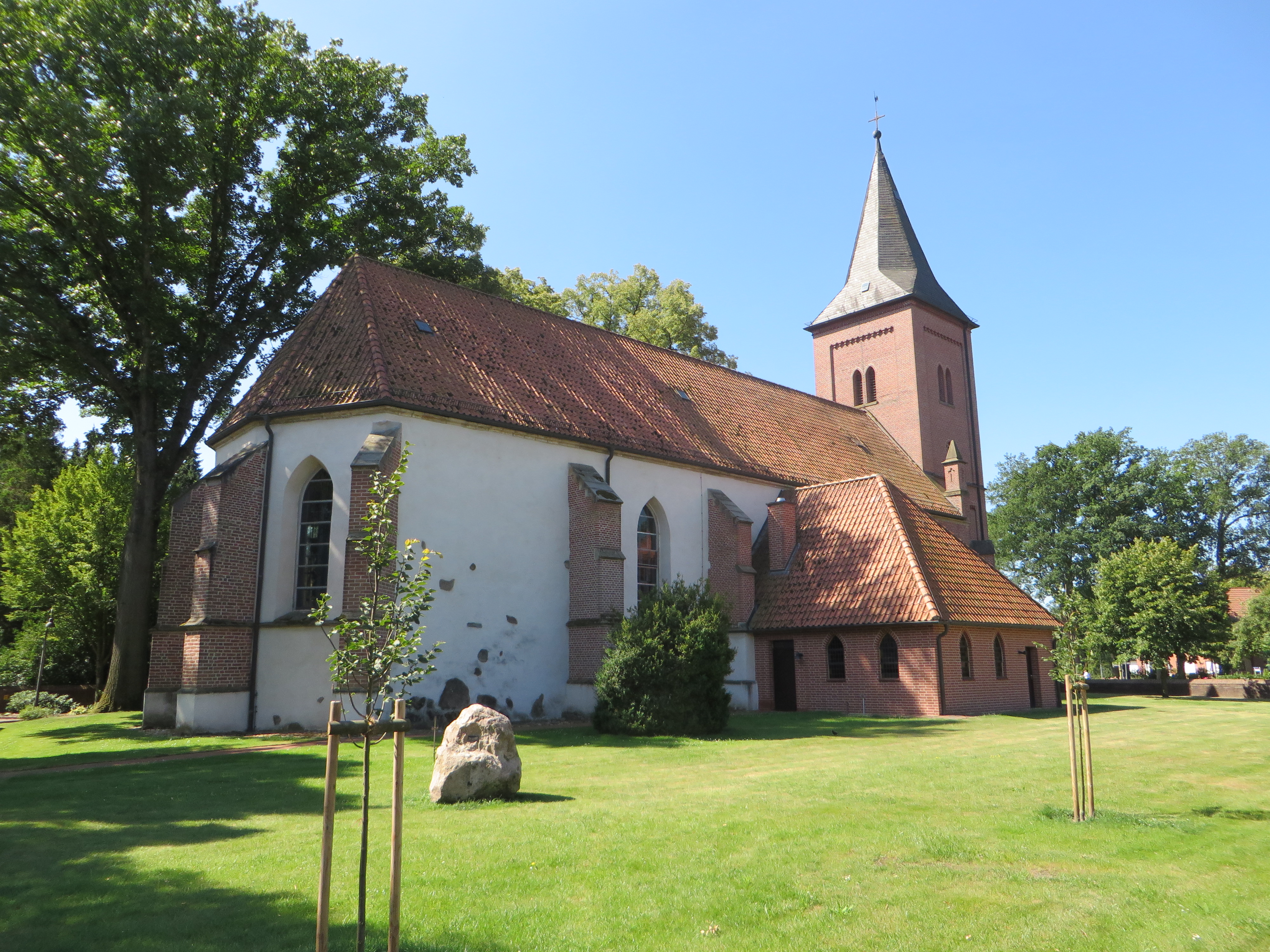
St. Clemens

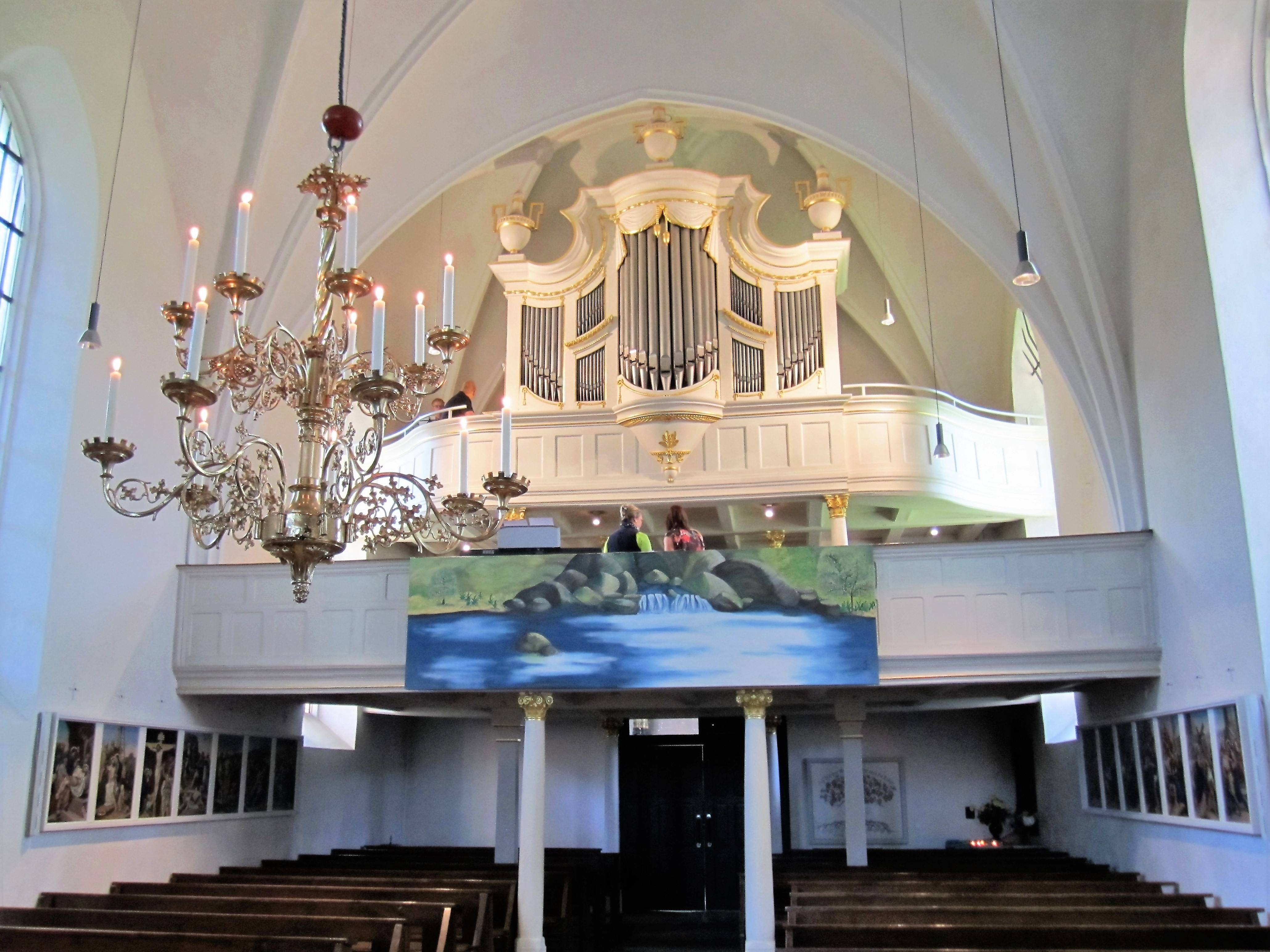
Orgel

Die römisch-katholische Pfarrkirche St. Clemens steht in Holte-Lastrup, einem Ortsteil der Gemeinde Lähden im Landkreis Emsland von Niedersachsen. Die Kirchengemeinde gehört zur Pfarreiengemeinschaft Miteinander im Dekanat Emsland-Nord des Bistums Osnabrück.

## Beschreibung
Die erstmals 1276 erwähnte Kirche wurde 1525 im gotischen Baustil umgebaut. Die Saalkirche mit einem verputzten Langhaus aus zwei Jochen hat im Osten einen Chor mit dreiseitigem Abschluss. Die Kirche wurde 1859 nach Westen um ein Joch verlängert, dem ein mit einem achtseitigen, schiefergedeckten Helm bedeckter Kirchturm vorgesetzt wurde. Im Glockenstuhl hängen drei Kirchenglocken:
| Gewicht (kg) | Durchmesser (cm) | Gießjahr |
| ------------ | ---------------- | -------- |
| 0500         | 094              | 1340     |
| 1050         | 118              | 1509     |
| 1350         | 130              | 1509     |

In der Zeit von 1705 bis 1736 erfolgte eine umfassende Neugestaltung des Innenraums in barockem Stil durch die Bildhauerwerkstatt des Thomas Simon Jöllemann. Das Altarbild des Hochaltars von 1717 stammt allerdings aus der Mitte des 20. Jahrhunderts. Die Kanzel und die Kommunionbank sind von 1721, die Pietà ist von 1705 und die Kreuzigungsgruppe ist von 1717. Älteren Datums sind das Taufbecken aus Bentheimer Sandstein, das Chorgestühl, das Sakramentshaus mit einem Schmerzensmann und ein hölzernes Kruzifix.
Um 2000 fand Sanierung statt, wobei Vorhangmalerei festgestellt wurde.